# Trichogyne decumbens
Trichogyne decumbens là một loài thực vật có hoa trong họ Cúc. Loài này được (Thunb.) Less. miêu tả khoa học đầu tiên.